# Quoridor

Đây là trạng thái bắt đầu trò chơi với 4 người chơi. Trong 1 ván chỉ có hai người chơi thì bỏ các quân cờ màu xanh lá và màu cam

Quoridor hay còn gọi là cờ phong tỏa hay game chặn tường trong tiếng Việt, là 1 trò chơi chiến thuật dành cho 2 hoặc 4 người chơi.
Trò chơi được Mirko Marchesi thiết kế và được Gigamic Games xuất bản. Quoridor đã nhận được giải thưởng Mensa Mind Game vào năm 1997 và Game Of The Year tại Mỹ, Pháp, Canada và Bỉ.

## Luật chơi

Các vị trí bắt đầu cho một ván chơi 4 người. Trong một ván 2 người chơi, người chơi có màu xanh lá cây và màu cam được bỏ đi.

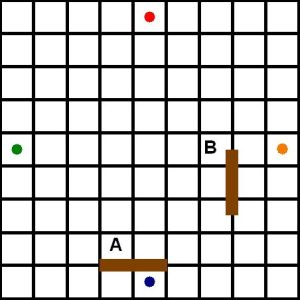
Tường A là hợp lệ. Tường B là không hợp lệ bởi vì nó không phải đối mặt với hai ô trống hai bên.

Quoridor được chơi trên 1 bàn cờ hình vuông kích thước 9x9. Mỗi người chơi có 1 quân cờ nằm ở trung tâm mỗi cạnh của bàn cờ (trong phiên bản 2 người chơi, các quân cờ sẽ được đặt đối diện nhau). Mục đích của trò chơi là đưa quân cờ của mình đến 1 ô bất kì thuộc cạnh đối diện bàn cờ. Người chơi đến đích đầu tiên sẽ là người chiến thắng.
Trong Quoridor, tất cả người chơi sẽ có 20 bức tường. Tường có kích thước che chắn 2 ô vuông, được đặt thỏa mãn vào những đường ranh giới giữa các ô vuông trong bàn cờ. Tường ngăn chặn đường đi giữa 2 ô có cạnh chung đặt nó. Khi bắt đầu 1 trò chơi mới, tất cả người chơi sẽ được chia đều 20 bức tường và một khi tường đã được đặt xuống bàn cờ thì nó sẽ không được nhấc lên hay di chuyển trong suốt trận đấu. Mỗi lượt đi, mỗi người chơi hoặc là di chuyển quân cờ của mình, hoặc là đặt các bức tường xuống những vị trí hợp lệ.
Các quân cờ có thể di chuyển đến các ô vuông liền kề theo các hướng dọc hoặc ngang mà giữa 2 ô đó không bị 1 bức tường nào che chắn. Nếu quân cờ của đối phương đang đứng ở vị trí có thể di chuyển đến lúc đó, thì có thể nhảy qua quân cờ đó đến ô nằm phía sau nó, nếu ô phía sau đó không thể được nhảy đến do bị chắn bởi 1 bức tường hoặc ra ngoài bàn cờ, thì có thể nhảy sang 2 bên cạnh quân cờ của đối phương nếu từ vị trí quân cờ của đối phương sang 2 bên cạnh (tính theo hướng lúc ban đầu) không bị một bức tường nào chặn hoặc ra ngoài bàn cờ.   

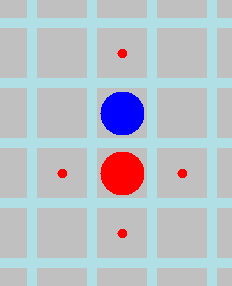
Khi quân cờ người chơi xanh đứng tại vị trí di chuyển hợp lệ của người chơi đỏ, người chơi đỏ có thể nhảy qua 1 ô. Vị trí di chuyển hợp lệ của đỏ sẽ là chấm tròn nhỏ màu đỏ
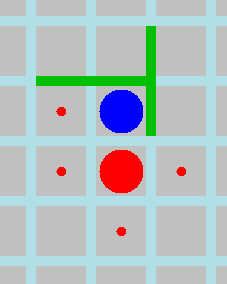
Nếu phía sau ô đó đã có tường ngăn cản hoặc ra ngoài bàn cờ thì người chơi đỏ sẽ được nhảy sang 2 bên của người chơi xanh nếu từ vị trí quân cờ của người chơi xanh sang 2 bên cũng không bị chặn bởi các bức tường hoặc ra ngoài bàn cờ.

Đặt một bức tường được coi là hợp lệ nếu nó không cắt một phần lên các bức tường khác đã được đặt xuống trước đó, và nó không ngăn chặn tất cả các con đường dẫn đến đích của bất kì người chơi nào.

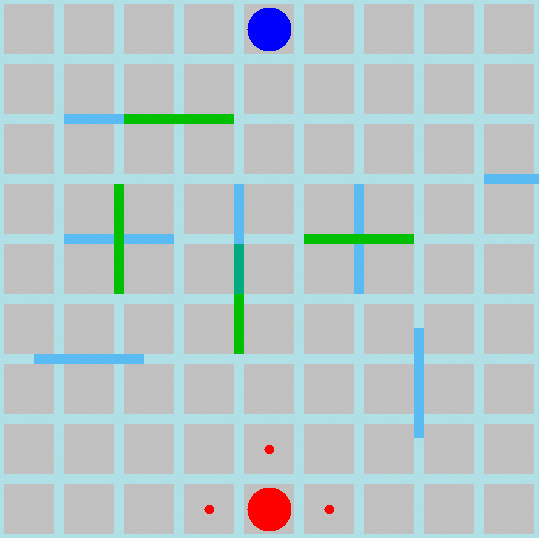
Các bức tường màu xanh lá cây là hợp lệ, các bức tường màu xanh da trời nhạt hơn là không hợp lệ, vì nó trùng 1 phần với các bức tường màu xanh lá đã được đặt trước đó, hoặc không nằm trọn vẹn giữa cạnh của 2 ô vuông trên bàn cờ hay nằm 1 nửa ngoài bàn cờ.
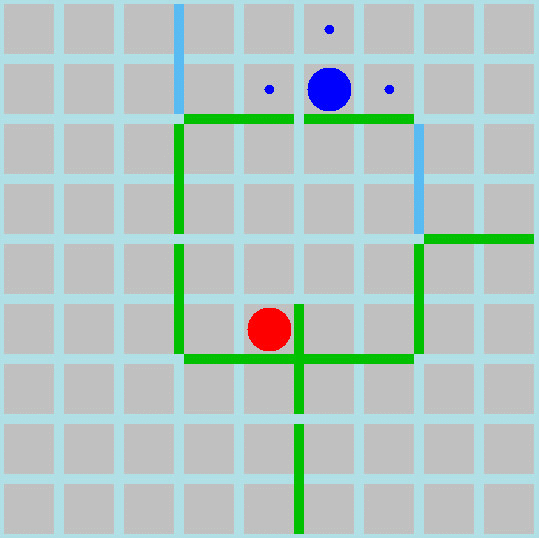
Các bức tường màu xanh da trời nhạt là các vị trí đặt tường không hợp lệ do nó ngăn chặn tất cả các đường đi đến đích của ít nhất 1 trong 2 người chơi. (Xanh cố gắng đến hàng 9, đỏ cố gắng đến hàng 1)

## Độ phức tạp của trò chơi
Luật chơi rất đơn giản để 1 người mới chơi làm quen trong thời gian ngắn so với các môn cờ khác, nhưng chiến thuật lại cực kì phức tạp. Quoridor có độ phức tạp tương đối lớn, số các vị trí hợp lệ trong trò chơi (không gian trạng thái) và số lượng nút trên cây trò chơi lần lượt là {\displaystyle 10^{42}}và {\displaystyle 10^{162}}, trong khi các con số của cờ vua là {\displaystyle 10^{47}} và {\displaystyle 10^{123}}. Tại mỗi 1 trạng thái trong Quoridor có trung bình 60 nước đi hợp lệ (trong cờ vua chỉ có 35). Ở trạng thái xuất phát có 128 vị trí đặt bức tường hợp lệ và 4 nước di chuyển nên trò chơi có tổng cộng 132 nhánh tối đa.

## Lịch sử
Quoridor cũng dựa trên trò chơi trước đó của Mirko Marchesi là Blockade, được công bố trong năm 1975. Marchesi cũng đã tạo ra một phiên bản của trò chơi này gọi là Pinko Pallino được xuất bản vào năm 1995 bởi EPTA. Pinko Pallino chỉ dành cho 2 người chơi và được chơi trên một bảng hình vuông 11 × 11 với tổng cộng 42 bức tường và các luật chơi khác nhau đôi chút.

## Ký hiệu
Đây dù không là quy ước chính thức, nhưng đề xuất trong luận văn của Lisa Glendenning là một quy tắc hợp lý.
Mỗi ô vuông sẽ có 1 ký hiệu duy nhất. Các cột sẽ được gán nhãn từ a đến i. Các hàng sẽ được đánh số từ 1 đến 9, từ hàng xuất phát của người chơi 2 đến hàng xuất phát của người chơi 1. Như vậy quân cờ người chơi 1 xuất phát từ vị trí e9 trong khi quân cờ của người chơi 2 xuất phát từ vị trí e1.
Mỗi nước đi sẽ được ký hiệu bằng vị trí di chuyển đến của quân cờ. Ví dụ người chơi 1 di chuyển quân cờ từ vị trí e9 đến vị trí e8 thì ký hiệu nước đi là e8.
Mỗi 1 bức tường sẽ được ký hiệu bằng vị trí ô vuông liền kề nằm ở trên cùng bên trái của hình chữ nhật đó và hướng của bức tường (v là hướng dọc, h là hướng ngang). Ví dụ bức tường dọc nằm giữa hàng 3 và 4 và cột e và f thì sẽ được ký hiệu là e3v.

## Các giai đoạn của trò chơi
Một ván đấu có thể được chia thành 3 giai đoạn, đó là khai cuộc, trung cuộc và tàn cuộc. 5-7 nước đi đầu tiên có thể coi là giai đoạn khai cuộc. Giai đoạn trung cuộc của ván đấu điển hình bao gồm ~ 10 nước đi. Ván cờ bước vào giai đoạn tàn cuộc khi một trong hai người chơi có ít hơn 3 mảnh tường.

### Khai cuộc
Trong giai đoạn này, cả hai người chơi đều triển khai các chiến thuật tương đối dài hạn

### Trung cuộc
Vào giữa trận, cả hai người chơi đều cố gắng tối đa hóa số lượng con đường có thể của đối thủ (phổ biến nhất là 2) và áp sát đối thủ. Bám sát phía sau sẽ ngăn khả năng đối thủ đi đường vòng. Không chặn đường lùi  của đối thủ rất dễ dẫn đến thua cuộc.

### Tàn cuộc
Khi cả hai người chơi sử dụng hết tất cả các bức tường trong tay, trò chơi có thể kết thúc (theo thỏa thuận) bằng cách chỉ cần đếm độ dài đường đi ngắn nhất cho cả hai người chơi. Đường đi đến đich của ai ngắn hơn (tức ít ô cần đi qua hơn) người chơi đó sẽ giành chiến thắng.

## Chiến thuật
Shiller opening: Mỗi bên tiến quân cờ của mình 3 bước, sau đó người chơi di chuyển đầu tiên sẽ đặt 1 bức tường dọc xuống vị trí gần mình nhất (c7v, d7v, e7v hoặc f7v) nhằm chia ra thành hai con đường cho đối phương và duy trì con đường duy nhất cho chính mình. Chiến thuật chính của Shiller opening là cố gắng tối đa hóa số lượng con đường dẫn đến đích của đối phương và tối thiểu hóa số lượng con đường dẫn đến đích của chính mình.

The sidewall - Đỏ tạo ra hai con đường khiến xanh tốn nước đi ở hướng bên phải vì sau này hướng đó sẽ bị chặn.

The Sidewall opening: Sau khi đối phương tiến quân cờ của mình lần đầu, đặt 1 bức tường dọc ngay sát quân cờ đối phương. Mục đích của chiến thuật này là tạo ra hai con đường, một con đường tiếp tục di chuyển tiến thẳng về phía trước, và con đường số 2 là lụi lại và đi vòng sang phía bên kia. Rõ ràng con đường số 1 sẽ gần đến đích hơn, vì thế bên tấn công tiếp tục đặt các bức tường để ngăn chặn con đường này. Mục đích của chiến thuật là tạo ra các nước đi dư thừa cho đối phương theo hướng chắc chắn sẽ bị chặn lại trong tương lai.

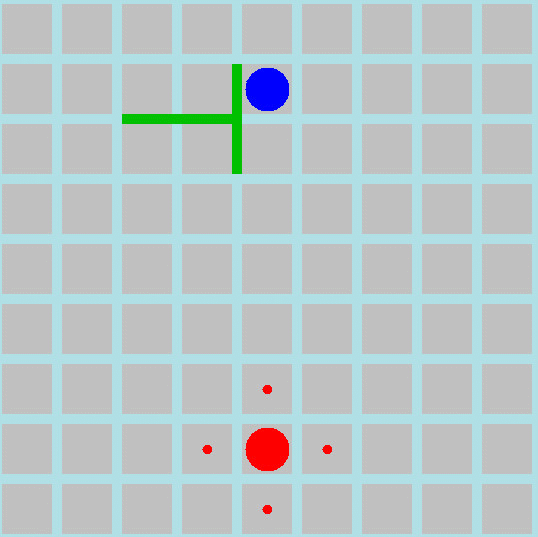
Xanh đặt 1 bức tường ngang phía bên trái cách đúng 2 ô so với cạnh của bàn cờ. Lúc này xanh có 3 vị trí có thể chặn hướng bên trái.

Phòng thủ: Xanh đặt 1 bức tường ngang phía bên trái, cách vị trí cạnh bàn cờ đúng 2 ô. Mục đích là tạo ra đến 3 cách đặt tường khác nhau để ngăn chặn con đường vòng lại sang bên trái của mình.